# پل لاج
پل لاج (انگلیسی: Paul Lodge; ۱۳ فوریهٔ ۱۹۶۱ – ) بازیکن فوتبال اهل بریتانیا بود.
از باشگاه‌هایی که در آن بازی کرده‌است می‌توان به باشگاه فوتبال ویگان اتلتیک، باشگاه فوتبال ساوتپورت، باشگاه فوتبال لانکستر، باشگاه فوتبال پرستون نورث اند، باشگاه فوتبال بارو، باشگاه فوتبال ویتون آلبیون، باشگاه فوتبال بارسکو، باشگاه فوتبال روترهام یونایتد، باشگاه فوتبال مورکم، باشگاه فوتبال چورلی، باشگاه فوتبال استوک‌پورت کانتی، باشگاه فوتبال بولتون واندررز، باشگاه فوتبال مکلسفیلد تاون، باشگاه فوتبال پورت ویل، و باشگاه فوتبال اورتون اشاره کرد.